# 圣维托迪莱古扎诺
圣维托迪莱古扎诺（義大利語：San Vito di Leguzzano），是意大利威尼托大区维琴察省的一个市镇。总面积6平方公里，人口3578人，人口密度596.3人/平方公里（2009年）。国家统计（ISTAT）代码为024096。